# West Memphis Three

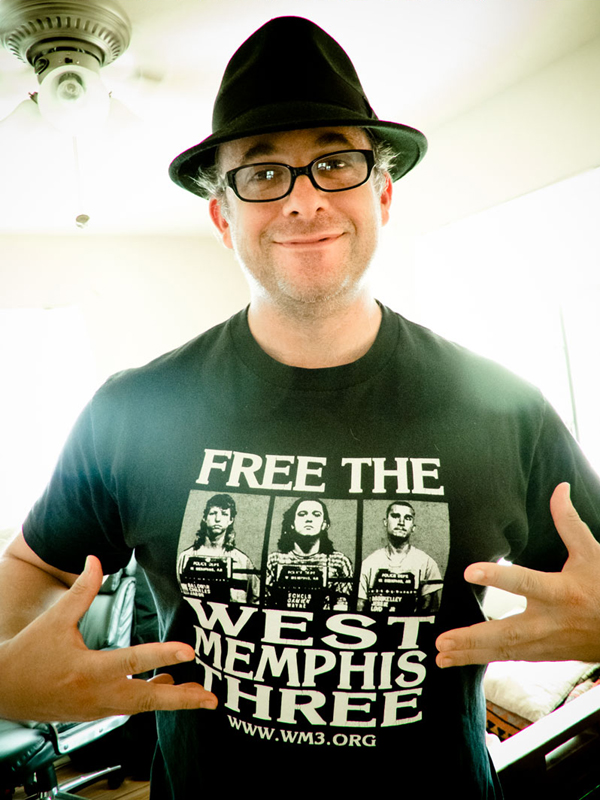
Mężczyzna w koszulce nawołującej do uwolnienia Trójki z West Memphis

West Memphis Three, Trójka z West Memphis – trzej mężczyźni, którzy jako nastolatkowie zostali osądzeni i skazani w 1994 za zamordowanie trzech chłopców w West Memphis w Arkansas w 1993. Damien Echols został skazany na śmierć, Jessie Misskelley został skazany na dożywocie oraz dwa 20-letnie wyroki, a Jason Baldwin usłyszał wyrok dożywotniego pozbawienia wolności. Podczas procesu prokuratura twierdziła, że dzieci zostały zabite w ramach satanistycznego rytuału.
Na podstawie sprawy powstały liczne filmy dokumentalne. Sławne osoby oraz muzycy organizowali liczne zbiórki w przekonaniu, że skazani mężczyźni są niewinni.
W lipcu 2007 przedstawiono nowe dowody sądowe. Według przedstawionego raportu chociaż większość materiału genetycznego znalezionego na miejscu zbrodni można przypisać ofiarom przestępstwa, części z niego nie da się przypisać ani im, ani oskarżonym. 29 października 2007 obrońcy skazanych złożyli pismo prosząc o Habeas corpus, przedstawiając najnowsze odkrycie.
19 sierpnia 2011 skazani wykorzystali kruczek w amerykańskim prawie znany jako przebłaganie Alforda (ang. Alford plea), dzięki któremu potwierdzili swoją niewinność, przyznając jednocześnie, że prokuratura ma wystarczającą ilość dowodów, aby ich skazać. Mężczyźni zostali zwolnieni z więzienia z dziesięcioletnimi wyrokami w zawieszeniu po spędzeniu 18 lat i 78 dni w więzieniu.

## Przebieg zbrodni
5 maja 1993 roku w West Memphis w stanie Arkansas zaginęło trzech 8-letnich chłopców: Steve Branch, Michael Moore i Christopher Byers. Pierwsze zgłoszenie dotyczące zaginięcia chłopców zostało przekazane na policję nastąpiło ok. godz. 19 przez ojczyma Chrisa - Johna Marka Byersa. Po raz ostatni chłopcy byli widziani przez trzech sąsiadów, kiedy bawili się razem ok. godz. 18:30 w dniu zaginięcia. Według ich zeznań widzieli również ojczyma Stevie'go, Terry'ego Hobbsa, który wolał ich do domu. W poszukiwaniach, oprócz policji, brały również udział przyjaciele i sąsiedzi, którzy nieświadomie odwiedzali również wówczas nieznane jeszcze miejsce zbrodni. Kolejne godziny poszukiwań przez policję zaczęły się następnego dnia rano. Przeszukiwano całe miasto West Memphis, ale skupiano się głównie na wzgórzu Robin Hood'a, gdzie po raz ostatni widziano chłopców. Mimo usilnych poszukiwań dopiero w godzinach popołudniowych jeden z oficerów zwrócił uwagę na czarny, chłopięcy but pływający w błotnistym potoku, który prowadził do głównego kanału na wzgórzu Robin Hood'a. Dalsze poszukiwania doprowadziły do odkrycia ciał wszystkich trzech chłopców. Ciała chłopców były pozbawione ubrań i skrępowane za pomocą ich własnych sznurówek. Na ciele Christophera Byers'a odnotowano rany szarpane oraz okaleczenia moszny i penisa.
Autopsja patologa sądowego wykazała, że Byers zmarł w wyniku zadanych ran, podczas gdy Moore i Branch zmarli w wyniku odniesionych ran i utonięcia.
Policja początkowo uważała, że chłopcy zostali zgwałceni, jednak późniejsze zeznania ekspertów wykluczyły te podejrzenia. Śladowe ilości DNA ze spermy zostały znalezione na bieliźnie. Prokuratura twierdziła również, że rany zadane Christopherowi były spowodowane zaatakowaniem nożem i chłopiec celowo został wykastrowany przez mordercę. Obrona jednak obstawała przy teorii, że rany zostały zadane po śmierci chłopca przez gryzonie. Policja wierzyła, że chłopcy zostali zaatakowani i zamordowani w miejscu, gdzie odnaleziono ich ciała. Krytycy twierdzili jednak, iż mało prawdopodobne, że porwania i napaści dokonano nad potokiem.
Christopher był jedyną ofiarą z narkotykami stwierdzonymi w organizmie.